# Allophylus rigidus
Allophylus rigidus là một loài thực vật có hoa trong họ Bồ hòn. Loài này được Sw. mô tả khoa học đầu tiên năm 1788.